# Ochs und Junior

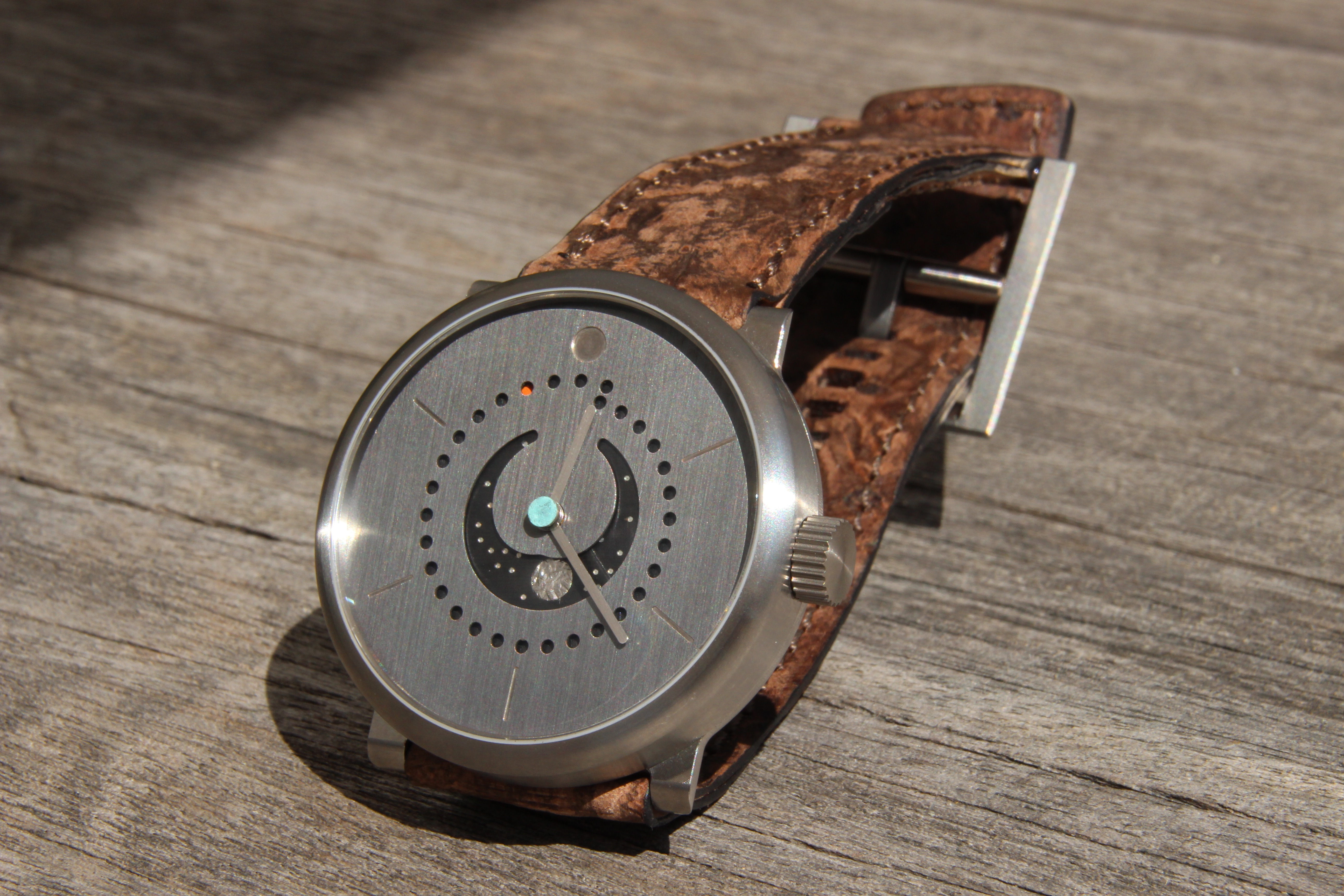
Mondphasenuhr von Ochs und Junior am Störleder-Band

Die Ochs und Junior AG (Eigenschreibweise: ochs und junior AG) ist eine Uhrenmanufaktur im schweizerischen La Chaux-de-Fonds, die mechanische Armbanduhren fertigt. Das Unternehmen wurde im Jahr 2006 von dem Gelehrten und Uhrenkonstrukteur Ludwig Oechslin und Kurt König (seinerzeit Gründer und Besitzer der Luzerner Uhrenhandlung Embassy Jewel AG) sowie Beat Weinmann gegründet.

## Kollektion und Unterscheidungsmerkmale
Der Schwerpunkt der Kollektion besteht aus astronomischen Komplikationen (Mond- und Sonnendarstellungen) und Kalenderanzeigen, u. a. Ewiger Kalender und Jahres-Kalender. Im Gegensatz zur klassischen Uhrenindustrie wird hierbei das Hauptaugenmerk nicht auf möglichst komplizierte, sondern vielmehr auf besonders einfache Lösungen gelegt.
Die Mondphasendarstellung von Ochs und Junior gehört mit einer Genauigkeit von 3478,27 Jahren (nach diesem Zeitraum weicht die Anzeige theoretisch um einen Tag von der Realität ab) zu den genauesten der Welt in einer Armbanduhr. Realisiert wird dies über ein epizyklisches Getriebe mit nur fünf Bauteilen inklusive Zifferblatt. Grundlage bilden dabei zugekaufte (ETA- oder Ulysse-Nardin-) Basiswerke, auf die speziell entwickelte Module aufgesetzt werden. Sämtliche weiteren Komponenten wie z. B. Gehäuse oder Bänder werden ebenfalls selbst entworfen.
Ende 2020 führte Ochs und Junior erstmals Modelle ein, die nicht konfiguriert werden können und dadurch günstiger angeboten werden, darunter auch eine Uhr mit Ewigem Kalender.
Der Uhrenhersteller Ulysse Nardin war zeitweise (ab 2012) Teilhaber. Seit dessen Rückzug wird Ochs und Junior als reines Familienunternehmen geführt.
Forschung, Entwicklung und Konstruktion erfolgen durch Ochs und Junior, die Herstellung der Teile (Zahnräder, Gehäuse, Krone, Bänder, Zifferblatt etc.) erfolgt durch hochspezialisierte Lieferanten, die komplett transparent gemacht werden. Montiert werden die Uhren von eigenen Uhrmachern in der Werkstatt in La Chaux-de-Fonds, die auch als Verkaufsraum dient.

## Gestaltung
Das Design der Uhren folgt streng der Funktion, so sind beispielsweise die Zifferblätter Bestandteil der Werkskonstruktion. Auf Nachbearbeitung wie beispielsweise das Polieren des Gehäuses wird aufgrund dieser Designphilosophie und der besonders genauen Fertigung verzichtet.
Dabei kann jede Uhr vom Kunden über einen Konfigurator auf der Homepage individuell gestaltet werden.
Auf einen Schriftzug oder ein Logo wird grundsätzlich verzichtet. Ausnahme bildet nur eine Prägung des Schriftzugs auf der Innenseite der Lederbänder.

## Unternehmensgrösse und Absatzkanäle
Mit derzeit ca. 130 Uhren pro Jahr (Stand: Dezember 2018) ist Ochs und Junior ein Nischenhersteller. Im März 2020 verlegte das Unternehmen seinen Sitz von Luzern nach La Chaux-de-Fonds und ernannte Marc Bernhardt zum neuen Geschäftsführer. Seit Ende 2020 ist Ochs und Junior wieder rein im Besitz von Ludwig Oechslin und Kornelia Imesch und wird als Familienunternehmen geführt.
Vertrieben werden die Produkte ausschliesslich über den Firmensitz in La Chaux-de-Fonds – vor Ort oder über das Internet.

## Preise
Die Verkaufspreise bewegen sich je nach Modell und Konfiguration zwischen CHF 6'000 und ca. CHF 22'000, bei speziellen Sonderwünschen auch darüber. Damit liegen die Uhren von Ochs und Junior in der gehobenen Preisklasse des Marktsegments für Luxusuhren.